# 권오철 (기업인)
권오철(1958년 7월 18일~)은 SK하이닉스 대표이사 사장과 한국반도체산업협회 회장을 맡고 있는 대한민국의 기업인이다.

## 학력
- 서울대학교 무역학과 학사

## 경력
- 2012 ~        SK하이닉스 대표이사 사장
- 2011 ~	한국반도체산업협회 회장
- 2011 ~	중국 강소성 정부경제 고문
- 2010 ~	하이닉스반도체 대표이사
- 2009 ~ 2010	하이닉스 중국생산법인 대표
- 2007 ~ 2009	하이닉스반도체 대외협력실장, 전무
- 2005 ~	하이닉스 중국생산법인 이사회 의장
- 2002 ~ 2007	하이닉스반도체 전략기획실장, 전무
- 2001 ~ 2002	하이닉스반도체 CFO 재무기획 담당 상무
- 1994 ~ 1998	현대전자 미국 현지법인 기획 및 투자 관리 담당
- 1984 ~	현대그룹 입사